# Терлик

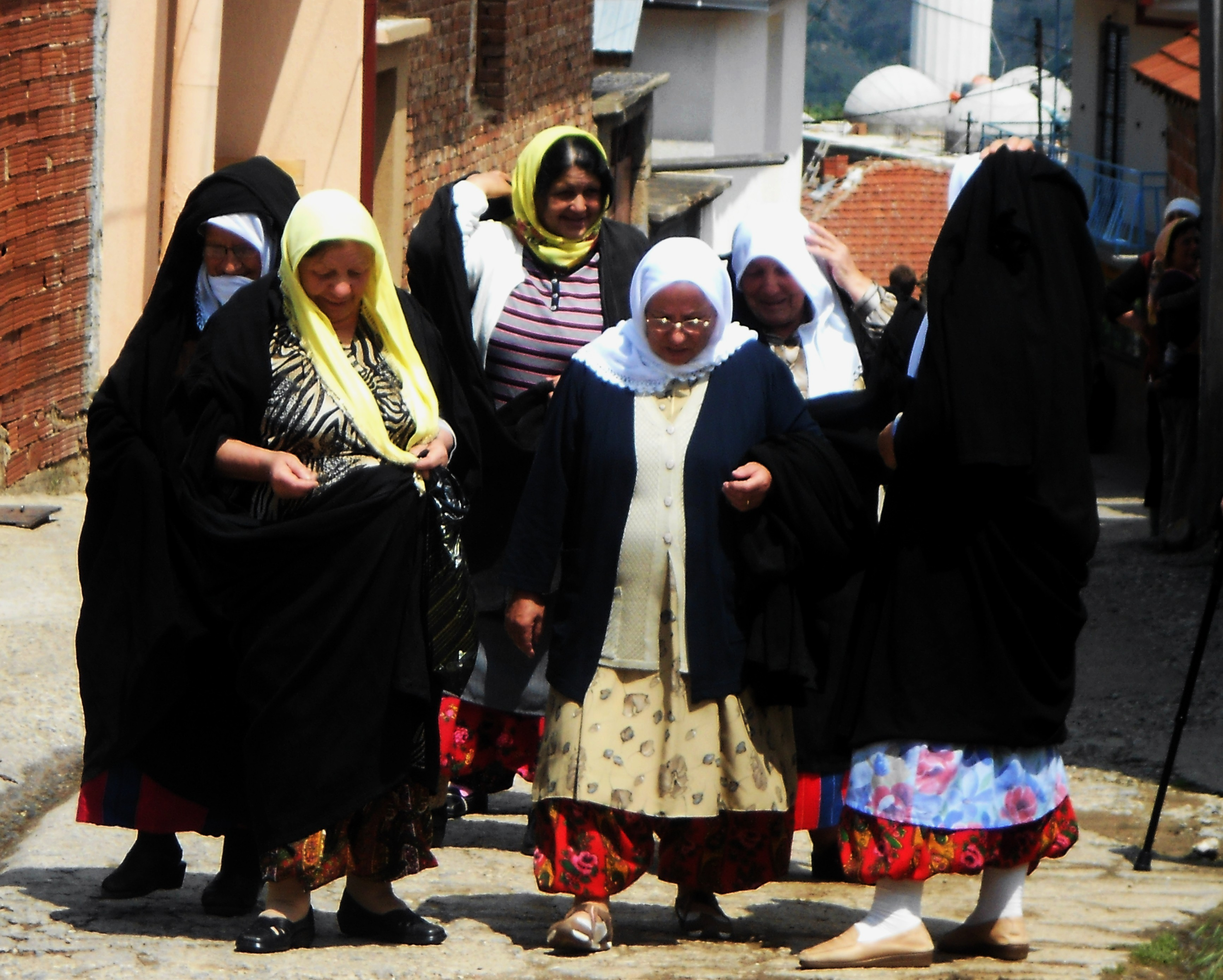
Терлик. Палацове вбрання служивих людей. Друга половина XVII століття. Оружейна палата Московського Кремля.

Терли́к (рос. терлик, запозичене з тюркських мов, пор. тур. tärlik, каз. terlik) — російський одяг, вживався наприкінці XVII століття, виключно при дворі, під час прийому послів та урочистих виходів.
Виготовлювався переважно із золотої матерії й був схожим на ферязь, тільки був вужчим й робився з перехватом або ліфом. Замість довгих петлиць терлік мав короткі петлі і в основному обшивався біля коміра, уздовж пол, по подолу і навколо рукавів срібним або золотим газом, перлами і камінням. Рукави були у нього набагато коротші, ніж у ферязі, і майже без воланів. Іноді терліки виготовлювалися на хутрі.